# Paramaxates polygrapharia
Paramaxates polygrapharia är en fjärilsart som beskrevs av Walker 1860. Paramaxates polygrapharia ingår i släktet Paramaxates och familjen mätare. Inga underarter finns listade i Catalogue of Life.